# シルビア・キバス
シルビア・キバス・バロー (Silvia Chibás Baró、1954年9月10日 - )は、キューバの陸上競技選手。1972年ミュンヘンオリンピックの銅メダリストである。

## 経歴
キバスは、1972年ミュンヘンオリンピックに出場。女子100mで、東ドイツのレナーテ・シュテヒャー、オーストラリアのレリーン・ボイルに次いで3位となり銅メダルを獲得。さらに、マルレーネ・エレハルデ、カルメン・バルデスそしてフルヘンシア・ロメイとともにキューバチームの一員として出場した女子4×100mリレーでも、西ドイツ、東ドイツに次いで銅メダルを獲得した。

## 主な実績
| 年   | 大会                   | 場所                       | 種目         | 結果 | 記録   |
| ---- | ---------------------- | -------------------------- | ------------ | ---- | ------ |
| 1971 | パンアメリカンゲームズ | カリ(コロンビア)           | 100m         | 3位  | 11秒47 |
| 1972 | オリンピック           | ミュンヘン(西ドイツ)       | 100m         | 3位  | 11秒24 |
| 1972 | オリンピック           | ミュンヘン(西ドイツ)       | 4×100mリレー | 3位  | 43秒36 |
| 1977 | ユニバーシアード       | ソフィア(ブルガリア)       | 100m         | 2位  | 11秒23 |
| 1977 | ユニバーシアード       | ソフィア(ブルガリア)       | 200m         | 1位  | 23秒08 |
| 1977 | IAAFワールドカップ     | デュッセルドルフ(西ドイツ) | 100m         | 3位  | 11秒34 |